# Acusació popular
Acció o acusació popular és «l'atribució de legitimació activa perquè un ciutadà pugui personar-se en un procés sense necessitat d'invocar la lesió d'un interès propi, sinó en defensa de la legalitat. Es tracta, per tant, d'una manifestació del dret públic subjectiu al lliure accés als Tribunals en què les pretensions que es mantinguin siguin d'interès públic. Per tant, l'acció popular s'emmarca dins del més ampli espai del dret a la tutela judicial efectiva de l'article 24 de la Constitució»

## Definició legal
La Constitució Espanyola vigent reconeix en el seu article 125 l'acció o acusació popular:
| «   | Títol VI. Del poder Judicial. Article 125.- Els ciutadans podran exercir l'acció popular i participar en l'Administració de Justícia mitjançant la institució del Jurat, en la forma i pel que fa a aquells processos penals que la llei determini, així com en els Tribunals consuetudinaris i tradicionals. | » |
| — . | |   |

Pocs són els països d'àmbit occidental que reconeixen l'acció popular. Entre ells es troba Espanya, que ja reconeixia la figura en la primera constitució democràtica, la de 1812, per als delictes de «suborn i prevaricació de jutges i magistrats». La figura es va mantenir en la Constitució de 1869 i en Constitució de la Segona República.
El Tribunal Constitucional d'Espanya ha manifestat en reiterades ocasions que, a pesar que el reconeixement de la figura jurídica i del dret es troba en l'article 125 de la Constitució, ha de considerar-se un dret fonamental dels que gaudeixen d'especial protecció (entre altres, el recurs d'empara), atès que està encardinat indissolublement a l'article 24 que fixa el dret a la tutela judicial efectiva. Així s'expressen, entre d'altres, les sentències del Tribunal Constitucional: 62/1983, sobre recurs d'empara davant sentència de l'Audiència Nacional, 147/1985 i 241/1992.

## Qui poden usar-la
Per personar-se com a acusació popular cal complir unes condicions -no ser jutge o magistrat, no tenir una condemna en ferma per injúries o calúmnies,...- i a més, s'han de superar uns requisits formals com identificar l'acusat i els fets dels quals s'ha de defensar de manera clara. Estan legitimats per concórrer com a acció popular tots els ciutadans espanyols (no els estrangers), el Ministeri Fiscal (articles 101 i 270 de la Llei d'Enjudiciament Criminal), i també les persones jurídiques.

## Crítiques
Encara que compta amb detractors, l'acusació popular ha donat bons resultats a Espanya en casos de corrupció i altres actuacions en la qual els poderosos són més poc inclinats a actuar, però ha demostrat que es pot instrumentalitzar per diferents organitzacions -ja en el cas Egunkaria, el lehendakari Patxi López va demanar als jutges que frenessin el seu "ús pervers"-.
És fàcil que alguns grups utilitzin l'acusació popular pels seus requeriments, amb finalitats menys clares que la cerca de justícia. Litigar penalment a Espanya és poc costós econòmicament -i menys, sent acusació popular ja que s'imposen despeses baixes per facilitar aquest dret-. A més, només es podrà demanar reparacions a l'acusador, en el cas que l'acusat sigui declarat innocent, si aquest va imputar algun fals delicte expressament o per no haver-lo pogut comprovar.

## Excepcions a l'acció popular
L'acció popular a Espanya només està permesa en els processos penals, excepte en el cas dels delictes privats, i exclosa del procés penal militar.
En els últims anys, la jurisprudència espanyola, en concret el Tribunal Suprem, ha establert dues excepcions o matisacions en el procediment abreujat (el més habitual i el que comporta penes menors de nou anys), força qüestionades: la doctrina Botín i la doctrina Atutxa. La primera la va establir el Suprem quan va exonerar al banquer Emilio Botín de ser jutjat en un cas de cessions de crèdits. El Tribunal establia que si el Fiscal i l'acusació particular no acusen, no pot prosperar el procés i no cal obrir judici oral.
Poc després, el Suprem va tornar a fer una excepció que matisava l'anterior doctrina. L'ex president del Parlament Basc, Juan María Atutxa, va ser condemnat pel Suprem per un delicte de desobediència a l'autoritat judicial per no dissoldre el grup parlamentari Sozialista Abertzaleak. La defensa confiava en la doctrina Botín, però el Suprem va establir que aquesta només era aplicable amb delictes que danyessin a algú en concret. Com era un cas de desobediència i aquest és contra els interessos col·lectius, podia prosperar encara que només fora amb l'acusació popular: és la coneguda des de llavors com doctrina Atutxa.

## Persecució de crims internacionals mitjançant acusació popular
Que l'acusació popular sigui una excepció a nivell internacional ha provocat a vegades que Espanya centralitzi les causes contra els crims contra la humanitat per tot el món. No obstant això, aquestes actuacions, per les tensions internacionals que solen comportar, no són massa del grat dels governs i les intenten limitar: el mateix govern de José Luis Rodríguez Zapatero, amb el suport del Partit Popular i altres grups, va votar una esmena que fa que els jutges espanyols només puguin obrir causes referides a altres països quan els seus presumptes responsables es troben a Espanya o s'assegurin que existeixen víctimes de nacionalitat espanyola, i només si un altre tribunal internacional o el país afectat no ha iniciat actuacions.